# Umm Adasat Kurb
Umm Adasat Kurb – wieś w Syrii, w muhafazie Aleppo, w dystrykcie Manbidż. W 2004 roku liczyła 362 mieszkańców.